# آن هلین
آن هلین (انگلیسی: Anne Helin؛ زادهٔ ۲۸ ژانویهٔ ۱۹۸۷) بازیکن هاکی روی یخ اهل فنلاند است.